# 松姫峠

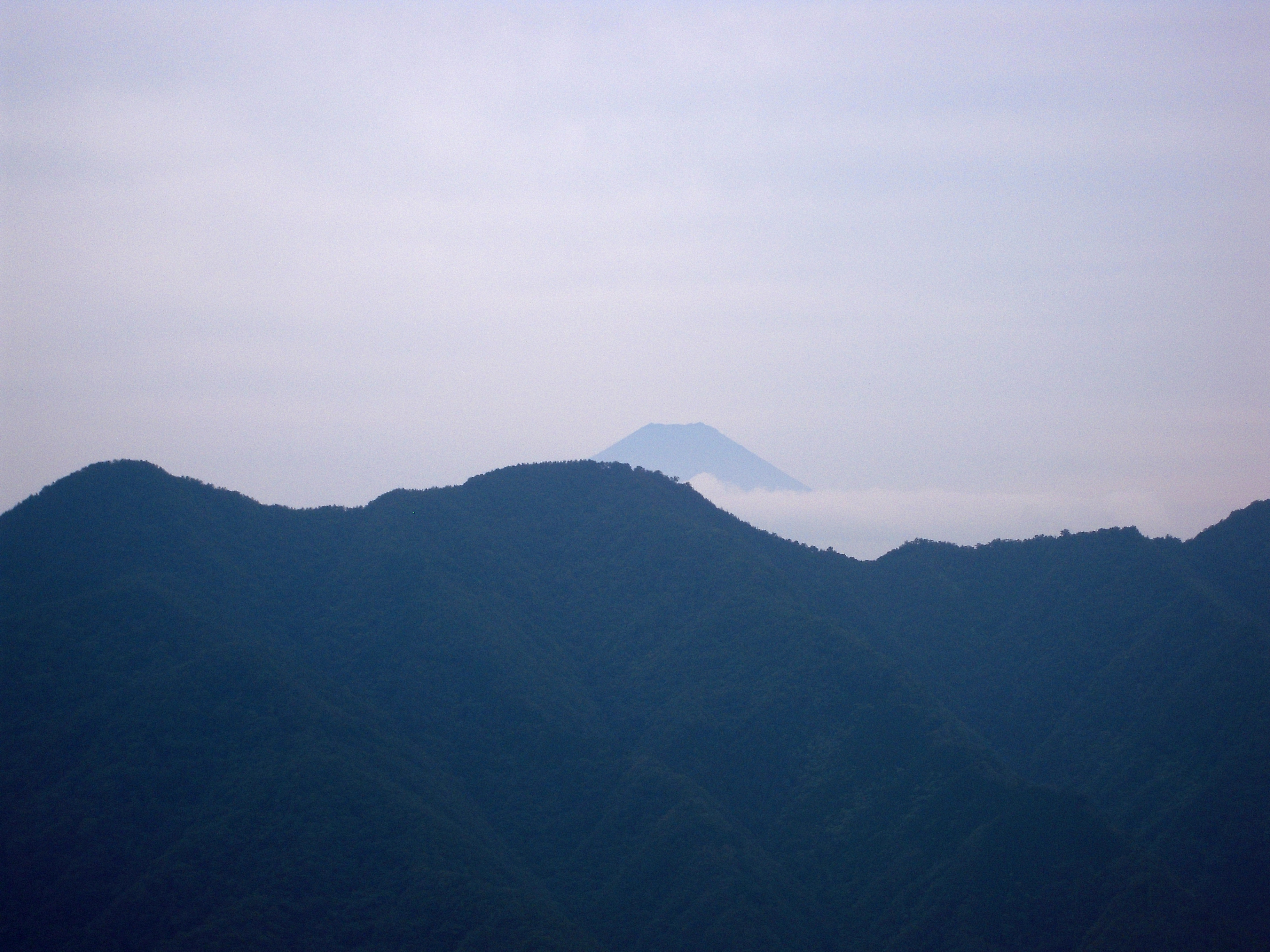
松姫峠から見る富士山

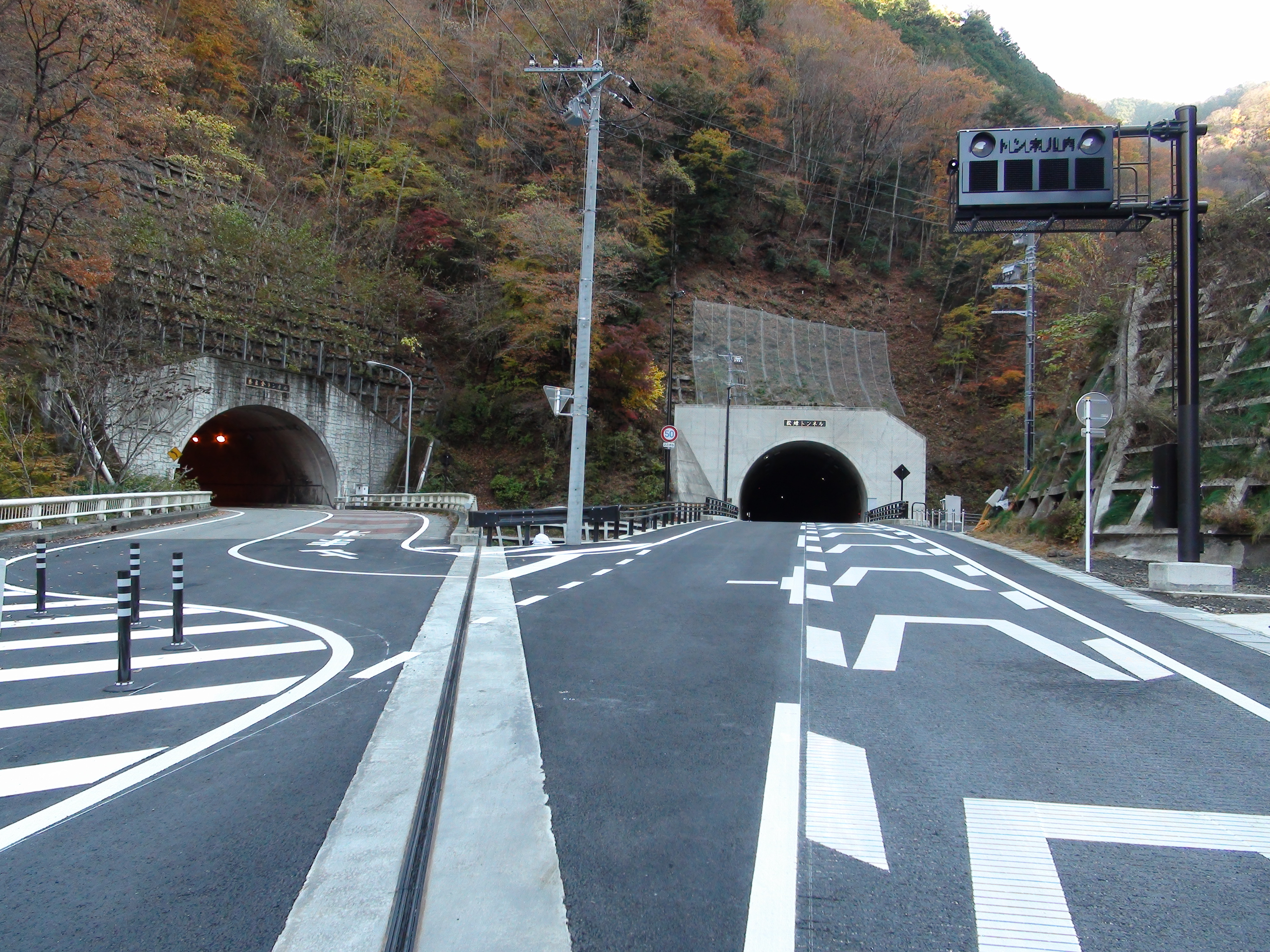
松姫トンネル大月側坑口（右側の坑口）
2014年11月23日撮影

松姫峠（まつひめとうげ）は、山梨県北都留郡小菅村と山梨県大月市の間にある峠である。標高は1,250m。

## 概要
名称の由来は、戦国時代に武田信玄の娘である松姫が、織田信長の軍勢から逃れるためにこの峠を越えたとされることによる。
現在は国道139号（旧道）がこの峠を通っている。急峻な地形のため、狭隘な1車線区間が多くヘアピンカーブが連続する道だが、2014年（平成26年）にこの峠の下を貫く松姫トンネル（3066m）が完成し、同トンネルを含めた松姫バイパス（総延長3800m）が同年11月17日に供用開始された。 尚、当初は2012年（平成24年）度の完成予定であったが、工事の遅れにより約2年遅れの供用開始となった。
また、バイパス完成に伴い大月側のバイパス分岐点から松姫峠間で法面工事が2015年3月14日より同年9月30日まで行われていたため、通行止めであった。工事完了後からしばらくの間は全線の通行ができていたが、のちに通行の危険があるため通行止めとなっており再開通時期は不明となっている。このため、車両でのアプローチは小菅側からのみとなっている。

## 周辺
- 深城ダム
- 葛野川ダム

## 路線バス
- 2006年以降、春と秋の行楽シーズン土休日に限り上野原駅・小菅の湯から路線バスが運行されていたが、諸般の事情により2023年9月30日をもって運行を休止している。（富士急バス）

松姫バイパス開通後に大月駅（一部、大月中央病院前） - 猿橋駅 - 小菅の湯間で、新規路線が運行開始したが、こちらは松姫峠を経由しない。